# Майбутнє іншої шкали часу
«Майбутнє іншої шкали часу» (англ. The Future of Another Timeline) — науково-фантастичний роман Енналі Ньюїц, виданий у 2019 році. Феміністична пригода про подорожі в часі розповідає про Тесс, професійну хрономандрівницю, геологиню та таємну учасницю Дочок Гаррієт (Табмен), які працюють над тим, щоб зробити майбутнє кращим для жінок.

## Конспект
У 1992 році, після сутички на концерті гурту Riot Grrrl, 17-річна Бет опиняється в машині з мертвим хлопцем своєї подруги на задньому сидінні й погоджується допомогти подругам приховати тіло. Ця подія штовхає дівчат до ескалації насильства та помсти, оскільки вони усвідомлюють, як багато інших молодих жінок у світі потребують захисту.
У 2022 році Тесс — геологиня, член команди вчених-мандрівників у часі, і вона переміщається в ключові моменти історії, щоб змінити хронологію та створити краще майбутнє. Але переписати хронологію не так просто, як може здатися. Як зауважує Тесс, «зміни ніколи не бувають лінійними й очевидними. Часто прогрес стає помітним лише тоді, коли він викликає відчайдушну реакцію». Історії Тесс і Бет переплітаються, коли на часовій шкалі спалахує війна — група чоловіків із майбутнього, схожа на інцелів, загрожує знищити подорож у часі та залишити лише невелику групу з владою формувати минуле, сьогодення та майбутнє, в якому жінки були генетично сконструйовані до рабства. Ця група спрямована на те, щоб будь-якою ціною зупинити Тесс та її колег.
Тесс подорожує назад у часі до Всесвітньої виставки в Чикаго 1893 року, де вона та її когорта змагаються з моралістом ХІХ століття та борцем із плануванням сім'ї Ентоні Комстоком, натхненником футуристичної кабали. Упродовж роману Тесс перестрибує з теперішнього в 1990-ті роки і назад, переживаючи різні варіанти майбутнього, що змінюються на її очах. Наприклад, у всіх часових лініях Бет робить аборт після того, як завагітніла від Хаміда. Але в оригінальній хронології, де аборти заборонені законом, цей досвід є травматичним і принизливим, тоді як у хронології, відредагованій Тесс та її друзями, це шаноблива і професійна процедура, і відсутність травми дозволяє Бет відновити стосунки з Хамідом. Це призводить до того, що вона розповідає йому про жорстоку поведінку батька, і його підтримка надає їй сміливості звернутися до влади та розірвати стосунки з батьками.

## Теми
Мандрівників у часі та Дочок Гаррієт хвилюють питання, які є ключовими для ідеї подорожей у часі: як найкраще досягти змін? Що спочатку викликає зміни? Чия саме історія замовчується і чому, і чия в кінцевому підсумку отримує привілейовані права? Одна мандрівниця у часі з майбутнього, Морешин, вірить у те, що минуле можна зруйнувати, просто вбивши Комстока та його послідовників, щоб захистити права жінок. Однак, крім моральних заперечень проти такого підходу, постає питання, що позбавлення світу одного зла може лише звільнити місце для іншого; що соціальні сили, які грають, продовжуватимуть рухатися в тому ж напрямку незалежно від того, хто грає.
Одна з лідерів Дочок, Аніта, заперечує проти того, що вона вважає підтримкою теорії великої людини, яка стверджує, що великі історичні зміни спричинені діями конкретних акторів (загалом привілейованих білих чоловіків). Вона вірить у зміни з низів через активізм, також відомий як теорія колективної дії. Її переконання підтверджуються її власними діями як мандрівниці в часі — вона надавала допомогу повсталим рабам на Гаїті та повернулася до світу, менш расистського, ніж той, з якого вона походила.
Досвід героїв, однак, не заперечує повністю застосування насильства, як у випадку з багатьма хижими чоловіками на вечірках 1990-х років, де всі знали, що вони роблять, але ніколи не втручалися. У романі немає негативного ставлення до відповіді на насильство з боку тих, хто став жертвою насильства, яке нормалізується і навіть оцінюється як належне.

## Відгуки
Критики сприйняли «Майбутнє іншої шкали часу» схвально, посилаючись, зокрема, на його політичну актуальність.
Рецензія NPR на «Майбутнє іншої шкали часу» високо оцінює те, як Ньюіц побудував і обробив складний сюжет типу, який часто впадає в тропи, і продовжує: «„Інша шкала часу“ — це революційний роман, бо він про революції. Великих і малих, насильницьких і психологічних. З одного боку, це яскраво феміністичний твір сучасної наукової фантастики про небезпеку доступних подорожей у часі, про те, на що готові піти деякі люди, щоб нав'язати свій світогляд, і про те, що потрібно, щоб протистояти цьому. З іншого боку, це невелика особиста історія».
Kirkus Reviews називає «Іншу шкалу часу» «Амбіційною пригодою, яка не дає сюрпризів», відзначаючи ретельну розробку персонажів і швидкий сюжет, який, нарешті, поєднується з «захоплюючою тонкістю». У своєму огляді Chicago Tribune Ґері К. Вулф вважає, що правила подорожей у часі Ньюїц надмірно складні, але пише, що «Ньюїц з лишком компенсують це [їхнім] яскравим портретом галасливого південного району Чикаго під час Всесвітньої виставки — до речі розкриваючи маловідомі важливі ролі, які жінки грали в цьому видовищі — і особливо з [їхнім] портретом молодої панк-бажанки Бет намагається домовитися про свій шлях через важке підліткове життя 1990-х».
Брендан Бак захоплено писав: «Гарна боротьба, яку веде Ньюїц, є безсоромно феміністичною, з акцентом на расовому та гендерному перетині…». «Майбутнє іншої часової лінії» може бути найбільш політичним романом року, який випередив сиквел «Розповіді служниці» «Заповіти», але він, безумовно, спростовує тезу про те, що проблемна наукова фантастика має бути менш цікавою, ніж нібито «аполітичні» пригоди. У ньому дуже багато моментів, коли хочеться потиснути кулаки… Він настільки хороший у багатьох відношеннях, що я сумніваюся, що ми живемо в часі, де його не номінують на Г'юго".
Рецензент Los Angeles Times Корі Докторов також дав позитивну рецензію «Іншій шкалі часу»: «Передумова, яку створює Новіц, досить божевільна — війна редагувань у стилі Вікіпедії між захисниками чоловічих прав та воїнами соціальної справедливості, які подорожують у часі. Хоча тут багато легкої, швидкої дії, історія також має пульсуюче, клаустрофобське, антиутопічне серце… „Комстокери“ Новіца надто реальні та теперішні, щоб бути просто сатирою. Це тому, що так багато їхньої ідеології дослівно взято з дощок оголошень про права чоловіків, вбивчих культів інцелу та самопародії „Темного просвітництва“… У підсумку це книжка, сповнена серця, наслідків, ставок, дії та несподіванок. Новіц поєднує вишукано виконане історичне дослідження зі складною науковою фантастикою, передумовою подорожі в часі, внутрішня логіка якої добре продумана, підкидаючи своїм героям всілякі складні головоломки, які вони повинні вирішити… Це пекельна книга від початку до кінця, і вона не може бути більш своєчасною».
Джейн Гуанґ у Paste: «Майбутнє іншої часової лінії» може похвалитися безсоромно квір-феміністичним порядком денним. Завдяки ретельному дослідженню та включенню ключових історичних постатей і подій, Ньюїц створює історію, яка висвітлює, наскільки крихкими є права жінок… Феміністично налаштовані читачі з легкістю приєднаються до Тесс у її місії, але читачі, які ще не приєдналися, можуть відчути ще більшу відчуженість. Нагальність жіночих проблем у наш час, однак, вимагає такої жорсткості… Незважаючи на недоліки в розвитку персонажів, «Майбутнє іншої шкали часу» є актуальним соціальним коментарем, замаскованим під повчальну історію".

## Нагороди
- Фіналіст премії «Локус» за найкращий науково-фантастичний роман (2020).[11]
- Номінант на премію Goodreads Choice Award за наукову фантастику (2019).
- Переможець Sidewise Award за альтернативну історію 2019.